# Abraham (dramma)
Abraham è un'opera teatrale in latino scritta da Roswitha di Gandersheim (c. 935–974).
Il dramma segue una giovane orfana, Maria, che viene convinta da suo zio Abramo, un eremita, e dal suo compagno, Effrem, a condurre una vita di completa castità e devozione a Dio. Quando Maria si sottomette alla tentazione e perde la verginità, fugge dalla sua vita religiosa per diventare una prostituta. Anni dopo, quando Abramo si presenta da lei travestito da amante, Maria torna alla sua vita di devozione e si sottomette a un rigido regime di penitenza. Il dramma di Roswitha è considerato una storia sul perdono divino e sul potere della redenzione di Maria.

## Personaggi
- Abramo - un eremita
- Effrem - un eremita
- Maria - nipote di Abramo
- Un amico di Abramo
- Il padrone di una locanda

## Riepilogo

### Scena 1
Nel deserto vicino a Lampsaco, Abramo si avvicina al suo coeremita, Effrem, fuori dalla sua cella e gli chiede un momento per parlare. Effrem assicura ad Abramo che finché il loro discorso sarà in lode di Dio, lui sarà al servizio di Abramo. Abramo chiede consiglio a Effrem su cosa fare con la nipote di otto anni, di cui Abramo ha recentemente ricevuto la custodia dopo la morte dei suoi genitori. Abramo rivela di amare immensamente la giovane orfana e di essere preoccupato di preservare la sua purezza. Il suo nome, Maria, lo spinge a iniziarla a un noviziato monastico, e chiede a Effrem di supportarla nel condurla lungo questo cammino. Effrem acconsente e i due eremiti partono per incontrarla.

### Scena 2
Nella cella di Abramo, Abramo ed Effrem parlano con Maria. Abramo chiede a Maria se è disposta a vivere una vita di castità per seguire le orme della sua omonima Maria, la prima di tutte le vergini. Effrem nota il significato mistico del suo nome, convincendo la bambina che il suo posto è accanto alla Madre di Dio in Paradiso. Dopo aver commentato che non vede nulla di mistico nel suo nome, Effrem spiega che "Maria" sta per "Stella Maris", ovvero la stella attorno alla quale ruota il mondo. Si chiama "Stella Maris " perché non tramonta mai e fornisce una guida costante ai marinai che orientano la loro rotta. Maria si chiede come lei, "una povera fragile creatura fatta dalla polvere della terra", possa vivere all'altezza di un tale nome. Effrem dichiara che può farlo rimanendo vergine. Se lo fa, afferma, sarà liberata dal suo corpo terreno e alla fine arriverà nella camera nuziale di Maria, tra le braccia di suo Figlio. Eccitata dalla retorica di Effrem, Maria esclama che rinnegherà se stessa per essere degna di quelle benedizioni celesti. Effrem e Abramo sono euforici per la sua concessione, ma decidono che Abramo dovrebbe costruire una piccola cella vicino a lui da cui può osservarla e guidarla.

### Scena 3
Quattro anni dopo, Abramo torna nella cella di Effrem con cattive notizie. Sopraffatto dal dolore, annuncia che Maria è scappata. Racconta a Effrem che un uomo vestito da monaco ha fatto visita alla ragazza e l'ha sedotta. Dopo aver fatto sesso con l'uomo, Maria è sopraffatta dal rimorso. Sentendosi incapace di redimersi, ha scelto di abbandonare il suo impegno monastico. Effrem è scioccato dalla notizia e si chiede come Maria sia riuscita a scappare senza che Abramo se ne accorgesse. Abramo rivela che due giorni prima della scomparsa di Maria, ha avuto un incubo in cui un enorme serpente si è precipitato fuori dalla sua cella e ha afferrato una piccola colomba bianca che era al suo fianco. Il serpente ha divorato la colomba ed è scomparso. Pensando che il suo sogno indicasse una minaccia per la Chiesa, ha pregato Dio per due giorni, chiedendogli di rivelargli il significato del sogno. In un secondo sogno, il serpente è caduto morto ai suoi piedi e la colomba è riapparsa illesa. Quando si è svegliato da questo sogno.
Abramo si rese conto di non aver sentito il solito canto di Maria negli ultimi due giorni. Si precipitò nella sua cella e scoprì che era scomparsa. Alla fine, alcune persone si avvicinarono e lo informarono che Maria si era "abbandonata alle passioni del mondo". Nessuno sa dove sia andata, ma Abramo racconta a Effrem del suo piano di arruolare un amico che viaggia spesso. Abramo ha chiesto a quest'uomo di trovarla. Quando Abramo verrà a sapere dove si trova, andrà da lei travestito da amante, per convertirla di nuovo alla sua vita divina. Effrem accetta questo piano ma chiede ad Abramo cosa farà se gli verrà messa davanti carne o vino mentre carica nel mondo secolare. Abramo afferma che non deve rifiutare la carne o il vino, così rimarrà inosservato. Condonando ciò, Effrem afferma che per riconquistare un'anima per Cristo, è giusto allontanarsi dall'ascetismo religioso.

### Scena 4
Due anni dopo, un uomo vestito da soldato si avvicina ad Abramo nella sua cella. Rendendosi conto che l'uomo è il suo amico che aveva mandato a cercare Maria, Abramo lo saluta prontamente. L'amico di Abramo racconta che Maria occupa una casa "malfamata" dove riceve molti amanti. Il bordello è di proprietà di un uomo che la paga bene. Sbalordito dalla notizia, Abramo chiede un cavallo, un'uniforme da ufficiale e un cappello. L'amico gli dà il suo travestimento e Abramo decide di prendere un po' d'oro così da poter pagare il padrone della casa di Maria.

### Scena 5
Nella città di Assos, Abramo si avvicina alla locanda dove risiede Maria. Il padrone della locanda saluta Abramo, e Abramo chiede un posto dove stare. Una volta che Abramo ha ricevuto l'ospitalità dell'uomo, chiede di vedere la giovane ragazza di cui ha sentito grandi cose. L'uomo loda la giovinezza di Maria, dicendo ad Abramo che "mette in ombra tutte le altre donne".

### Scena 6
In una stanza della locanda, il padrone della locanda porta Maria ad Abramo. In un discorso al pubblico, Abramo fa appello alla sua forza personale per riuscire a vederla "vestita da prostituta". Deve conservare il suo travestimento e non mostrare i suoi veri sentimenti per lei. Quando la vede, Abramo chiede a Maria di dargli un bacio. Quando lei abbraccia Abramo, riconosce il suo profumo, ma non riesce a collocarlo. Maria inizia a piangere, dicendo al pubblico "quanto sono caduta in basso e in quale fossato di iniquità!" Quando il padrone della locanda le chiede perché piange, lei esclama che avrebbe voluto morire prima di cadere in questo vergognoso stile di vita. Abramo consola la ragazza e i tre si siedono per cenare. Quando hanno finito il pasto, Maria dice ad Abramo di andare a letto, dove andrà a trovarlo.

### Scena 7
Quando Maria e Abramo entrano in una camera da letto della locanda, Abramo dice a Maria di chiudere a chiave la porta in modo che nessuno possa entrare. Quando Abramo si toglie il travestimento, Maria rivela che la sua vita angelica è perduta. Le chiede perché lo abbia abbandonato senza dirgli della sua caduta in disgrazia. Lui ed Effrem avrebbero fatto penitenza per conto suo. Maria dice che non poteva sopportare di avvicinarlo nel suo stato contaminato. Abramo spiega che la natura umana è peccare, e non è l'uomo che pecca che merita la condanna, ma l'uomo che non riesce a risorgere dal peccato.
Sentendo questo, Maria cade ai piedi di Abramo. Fissa il terreno, incapace di guardarlo, credendo di non meritare il perdono. Abramo ragiona con lei per abbandonare la disperazione e accettare la sua guida. Maria si sottomette ai suoi desideri. Dice che camminerà dietro di lui sulle sue orme fino alla sua cella, ma Abramo pretende che salga sul suo cavallo per proteggere i suoi piedi. Maria giura di dedicarsi a Dio.

### Scena 8
Mariae Abramo arrivano alla cella di Abramo. Quando Abramo indica la sua cella vuota, lei è terrorizzata all'idea di entrarci e affrontare il suo peccato. Concordando sul fatto che Maria dovrebbe evitare il luogo in cui "il nemico ha trionfato", Abramo le dice di occupare una cella diversa dove il serpente non la troverà. Le dice che andrà a trovare Effrem e gli darà notizie del suo ritorno.

### Scena 9
Fuori dalla cella di Effrem, Abramo dice a Effrem che ha riportato indietro Maria. Abramo dice al suo co-eremita che Maria si è arresa alla sua rigorosa penitenza. Ha indossato un velo di crine e digiuna continuamente affinché il suo corpo possa piegarsi alla volontà della sua anima. I due uomini gioiscono del perdono di Dio. Alzano le mani verso Dio e lo lodano per la sua misericordia.

## Roswitha di Gandersheim
Roswitha era una canonichessa sassone del X secolo. Proveniva da un ambiente aristocratico e si stabilì a Gandersheim, dove ebbe accesso all'ampia biblioteca dell'abbazia. Durante il suo periodo a Gandersheim, Roswitha scrisse sei opere teatrali influenzate dal commediografo romano Terenzio. Nella prefazione alle sue opere teatrali, Roswitha affronta questa influenza: "Io... non ho esitato a imitare nei miei scritti un poeta [Terenzio] le cui opere sono così ampiamente lette, al fine di glorificare, nei limiti del mio scarso talento, l'ammirevole castità delle vergini cristiane nella stessa forma che è stata usata per descrivere il fascino spudorato delle donne peccatrici". Il progetto di Roswitha, quindi, era quello di scrivere opere teatrali che redimessero le donne dalla depravazione morale dell'opera di Terenzio e di proporre una narrazione alternativa in cui le donne sono spiritualmente salde e coraggiose. In conformità con questa missione, le eroine di Roswitha superano gli ostacoli nella preservazione della loro virtù cristiana. Tale virtù assume solitamente la forma della verginità, un motivo centrale in Abraham.

## Accoglienza e critica femminista
Abraham, insieme alle altre cinque opere di Roswitha, è stato oggetto di molte critiche femministe. Gli studiosi non sono d'accordo sul fatto che l'opera dia potere alle donne o rinforzi i sistemi oppressivi. Nel suo libro Feminism and Theatre, Sue-Ellen Case scrive della popolarità di Roswitha tra le pioniere del movimento per il suffragio. Le suffragette britanniche come Edith Craig hanno montato le opere di Roswitha e hanno accolto la drammaturga come un'eroina protofemminista.
I critici contemporanei hanno scritto valutazioni sfumate della storia di Roswitha sulla caduta e la redenzione di Maria. Stephen L. Wailes inquadra Abraham come una "contesa di carne e spirito... combattuta attorno a Maria", nel suo saggio, Beyond Virginity: Flesh and Spirit in the Plays of Hrotsvit of Gandersheim. Egli sostiene che, sebbene l'opera tratti della verginità di Maria, la prova centrale di Abramo non è la sua perdita di verginità, ma il suo potere di superare la vergogna e la disperazione attraverso la penitenza. Poiché Maria è caduta in disgrazia, è in grado di ripristinare la sua fede con nuova forza e significato, portando infine quel potere ad altri.
MR Sperberg-McQueen dà uno sguardo più scettico alle implicazioni femministe di Abraham. In Whose Body is it? Chaste Strategies and the Reinforcement of Patriarchy in Three Plays by Hrotswitha von Gandersheim, Sperberg-McQueen sostiene che l'identità e l'agenzia di Maria le vengono strappate durante Abraham. La soppressione inizia quando Abramo ed Effrem impongono la loro interpretazione del nome, Maria, alla giovane orfana. Confondendola con la Vergine Maria, Abramo ed Effrem stanno preparando Maria al fallimento, chiedendo in modo impossibile che la bambina mortale viva la sua vita come una figura divina. Nell'insistere sul fatto che Maria alla fine diventi la sposa di Cristo, Abramo approfondisce il suo legame maschile con Dio a spese di Maria. Sperberg-McQueen suggerisce anche che Abramo sia stato l'autore della seduzione di Maria e che ella sia stata vittima dell'incesto da parte di Abramo. Nonostante la sua devozione a Dio, la fiorente femminilità di Maria diventa un segno di differenza e tentazione per Abramo. Sopraffatta dalla vergogna di questo incesto, Maria è costretta a fuggire. Solo attraverso un regime straziante di penitenza Maria può permettersi di vivere di nuovo accanto ad Abramo. Abusando del suo corpo femminile, Maria non diventa più un oggetto di tentazione per Abramo.
Anche Regula Meyer Evitt postula che Abramo abbia commesso incesto nel suo saggio, Incest Disguised: Ottonian Influence at Gandersheim and Hrotsvit's "Abraham".